# باردو (وقایع‌نگاری نادرست یک مشت حقیقت)
باردو، وقایع‌نگاری نادرست یک مشت حقیقت (به انگلیسی: Bardo, False Chronicle of a Handful of Truths) یک فیلم کمدی و درام مکزیکی به نویسندگی، تهیه‌کنندگی و کارگردانی الخاندرو گونسالس اینیاریتو است. در این فیلم دانیل خیمنس کاچو در نقش یک روزنامه‌نگار مکزیکی بازی می‌کند.
این فیلم در سپتامبر ۲۰۲۲ در هفتاد و نهمین دوره جشنواره بین‌المللی فیلم ونیز در رقابت برای شیر طلایی نمایش داده شد و پس از اکران سینمایی در ۱۸ نوامبر، از طریق نتفلیکس در ۱۶ دسامبر ۲۰۲۲ منتشر شد. این فیلم نقدهای متفاوتی از سوی منتقدان دریافت کرد که بازی‌های کاچو و سیسیلیانی و همچنین فیلم‌برداری خنجی و کارگردانی ایناریتو را ستودند، اما از نگارش و زمان اجرای فیلم انتقاد کردند.

## داستان
این فیلم داستان یک روزنامه‌نگار و مستندساز مشهور مکزیکی را روایت می‌کند که با هویت، روابط خانوادگی، خاطرات و همچنین گذشته کشورش دست‌وپنجه نرم می‌کند، به خانه برمی‌گردد و گرفتار یک بحران وجودی می‌شود. او در گذشته خود به‌دنبال پاسخ‌هایی می‌گردد تا با خود در زمان حال آشتی کند.

## بازیگران
- دانیل خیمنس کاچو در نقش سیلوریو گاما
- گریسلدا سیسیلیانی

## تولید
در ۲۲ مارس ۲۰۲۰، گزارش شد که الخاندرو گونسالس اینیاریتو فیلم جدیدی را نویسندگی، کارگردانی و تولید خواهد کرد. فیلمبرداری اصلی در ۳ مارس ۲۰۲۱ در مکزیکو سیتی، مکزیک، با فیلمبرداری داریوش خنجی آغاز شد. پنج ماه فیلمبرداری در مکان‌های دیگر در پایتخت و استودیو چوروبوسکو برنامه‌ریزی شد. در سپتامبر ۲۰۲۱، گزارش شد که ساخت فیلم، با عنوان «باردو، وقایع‌نگاری نادرست یک مشت حقیقت»، به پایان رسیده‌است.

## انتشار
در ۲۷ آوریل ۲۰۲۲، اعلام شد که این فیلم توسط نتفلیکس خریداری شده‌است و تا پایان سال در سینماها و سرویس استریم در سراسر جهان اکران خواهد شد. در ۲۶ ژوئیه ۲۰۲۲، تأیید شد که فیلم برای نخستین بار در هفتاد و نهمین دوره جشنواره بین‌المللی فیلم ونیز نمایش داده خواهد شد. این فیلم در اواخر سال ۲۰۲۲ از طریق نتفلیکس به صورت تئاتری و سپس در سرویس استریم پخش شد. ایناریتو بعد از مشاهده فیلم همراه با تماشاگران در جشنواره ونیز تصمیم گرفت نسخه منتشر شده در نتفلیکس را ۲۲ دقیقه کوتاه‌تر کند. او یک سکانس که به جشنواره نرسیده بود را اضافه، برخی از سکانس‌ها را حذف و ترتیب بعضی از آن‌ها را جابه‌جا کرده‌است.

## بازخورد
در وبگاه جمع‌آوری نقد راتن تومیتوز، ٪۵۹ از ۱۴۸ بررسی منتقدان مثبت است، و میانگینِ امتیاز آن ۶٫۴/۱۰ است. اجماع این وبگاه چنین می‌نویسد: «باردو، وقایع‌نگاری نادرست یک مشت حقیقت به همان اندازه که عمیقاً شخصی است، خطی بین درخشش و خودپسندی محض را طی می‌کند.» این فیلم در متاکریتیک که از میانگین وزنی استفاده می‌کند، بر اساس نظر ۳۶ منتقدین امتیاز ۵۳ از ۱۰۰ را کسب کرده که نشان‌گر «نقدهای مختلط یا متوسط» است.